# П'ятка
П'я́тка — село в Україні, розташоване в Чуднівській громаді, Житомирського району, Житомирської області. Населення становить 714 осіб. Орган місцевого самоврядування — Чуднівська міська рада. Розташоване за 20 км від районного центру та за 12 км від залізничної станції Михайленки. Дворів — 630.

## Походження назви
За одною з версій назва походить від назви річки П'яток. За іншою — село лежить на п'яти горбах.

## Історія
На околицях села 23 січня 1593 відбулася битва між українськими повстанцями та польськими військами у ході козацького повстання під проводом Криштофа Косинського.
Містечко служило форпостом між Бердичевом та Чудновом, перебувало у володінні князя Костянтина Острозького. Припускають, що село набагато давніше, ніж вважається. Під селом була влаштована мережа підземних тунелів, залишки якої існують до теперішнього часу.

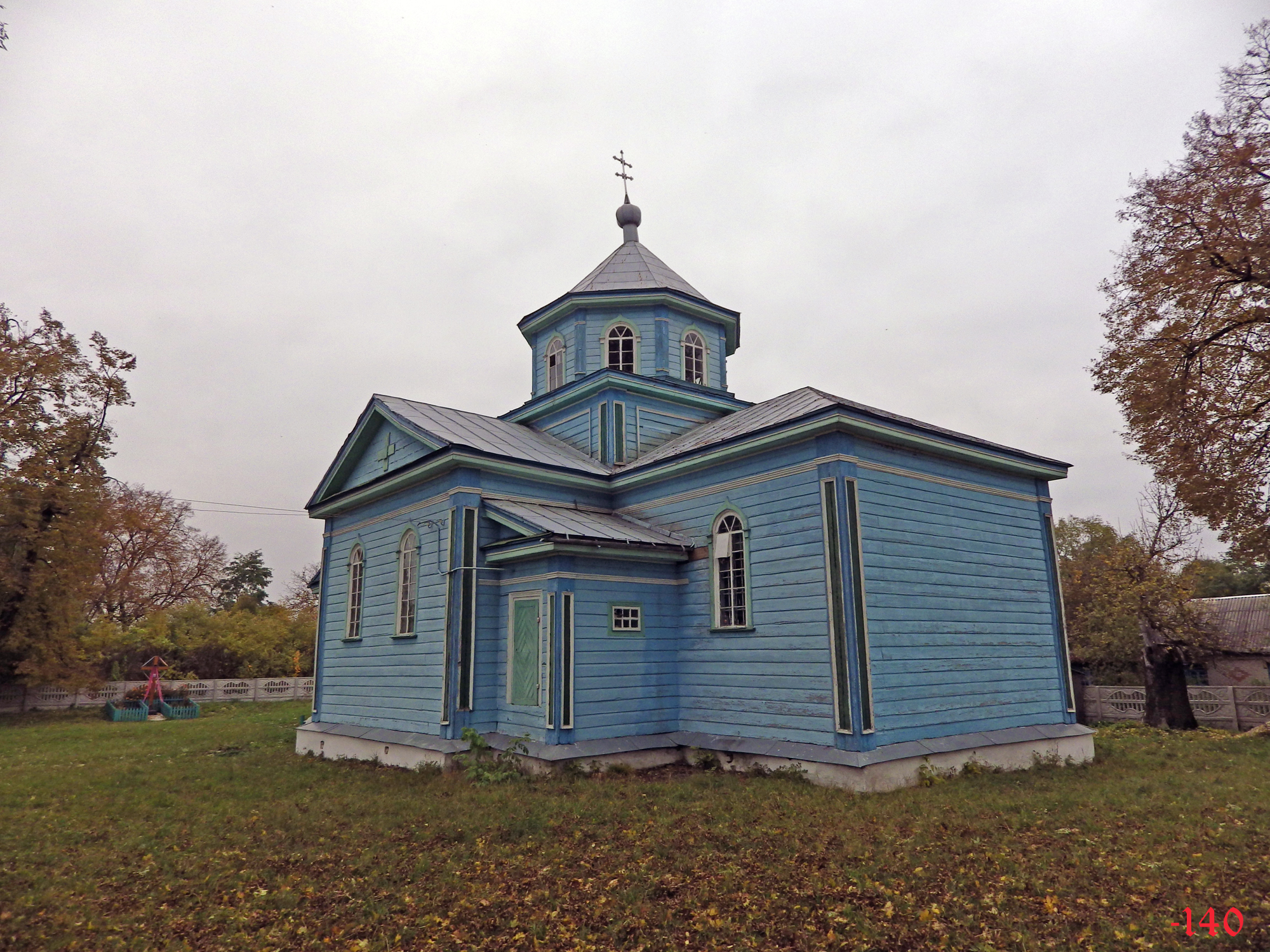
Церква Воскресіння Словущого

Під час повстання Богдана Хмельницького 1648—1654 рр. під П'яткою відбувалися бої козацьких загонів проти польських військ.
Станом на 1885 рік у колишньому приватному (власницькому) містечку, центрі П'ятківської волості Житомирського повіту Волинської губернії, мешкало 1170 осіб, налічувалось 127 дворових господарств, існували православна церква, синагога, єврейський молитовний будинок, 2 заїжджі двори, 3 заїжджі будинки, кілька крамничок, відбувався щорічний ярмарок. За 10 та 12 верст — смоляні заводи.
За переписом 1897 року кількість мешканців зросла до 2703 осіб (1301 чоловічої статі та 1402 — жіночої), з яких 1842 — православної віри, 836 — юдейської.
В роки революції 1905—1907 рр. тут відбувалися масові селянські виступи.
Радянські війська захопили село в січні 1918 року.
На початку XX століття в містечку проживало багато євреїв, але під час Другої світової війни майже всі були знищені.
В роки Другої світової війни до Червоної армії було мобілізовано 330 мешканців села, 109 з них загинули, 205 — були нагороджені орденами і медалями СРСР.
У 1999 році за порятунок євреїв Праведниками народів світу були визнані жителі села Семен та Секлета Ромчуки.

## Населення
- 1170 ос. (1885)
- 2703 ос. (1897)
- 1609 ос. (1970)
- 1200 ос. (2001)
- Чисельності наявного населення села станом на 01.01.2021 року становить 714 осіб.

## Інфраструктура
За радянських часів на території П'ятки розташовувалася центральна садиба колгоспу «Пам'ять Леніна», який обробляв 4712 га землі, в тому числі 3582 га орної. Вирощували зернові культури та овочі. Було розвинутим м'ясо-молочне тваринництво.

### Установи освіти та культури
- П'ятківська гімназія.
- П'ятківський ЗДО.
- Сільський клуб.
- Бібліотечний пункт № 8.

### Медичні заклади
- аптечний пункт
- ветеринарна клініка

## Історичні пам'ятки
- П'ятківська церква. Церква Воскресіння Словущого, середина ХІХ ст.